# Нада (име)
Нада је женско име које се налази у државама јужнословенског говорног подручја: Босна и Херцеговина, Хрватска, Словенија и Србија, и етимологијом 'роса' у земљама арапског говорног подручја.
У Хрватској је име Нада било друго најчешће женско име између година 1950. и 1959.
Познати људи са именом су:
- Нада Гачешић-Ливаковић (рођена 1951), хрватска глумица
- Нада Димић (1923–1942), југословенски ратни херој
- Нада Клаић (1920–1988), хрватска историчарка
- Нада Котлушек (рођена 1934), словеначка атлетичарка
- Нада Мамула (1927–2001), босанска певачица
- Нада Матић (рођена 1984), српска стонотенисерка
- Нада Наумовић (1922–1941), српска студентска активисткиња
- Нада Обрић (рођена 1948), српска певачица
- Нада Роко (рођена 1947), хрватска глумица
- Нада Шаргин (рођена 1977), српска глумица